# Livraison Express
Pour plus de détails, voir Fiche technique et Distribution.
Livraison Express est une comédie romantique américaine de Jason Bloom (en). Il a été tourné sur place dans le Minnesota en 1996 et il est sorti directement en vidéo en 1998.

## Synopsis
Wyatt Trips est étudiant au Twin Cities College, Minneapolis, au Minnesota. Il est dans une relation à distance avec sa petite amie du lycée, Kimberly Jasney, qui est actuellement étudiante à l'Université de Memphis. Wyatt aime Kim, même s'ils n'ont jamais consommé leur amour.
Un jour, lorsque Wyatt appelle Kim, la réponse de sa colocataire l'amène à croire que Kim le trompe avec un type nommé "The Ricker". Le cœur brisé, il se rend dans un club de strip-tease, se saoule et fait la connaissance d'une des danseuses du club, Ivy Miller. Elle suggère à Wyatt de rompre avec Kim en lui envoyant une lettre cinglante avec Ivy. Wyatt s'y conforme en envoyant le colis via Global Express, un service de livraison le lendemain.
Le lendemain matin, Kim appelle Wyatt affirmant que "The Ricker" est un chien qu'elle a dû garder. Regrettant ses actions, il se rend compte qu'il a 24 heures pour récupérer le colis avant qu'il ne lui parvienne. Wyatt et Ivy se rendent au bureau de Global Express où, par hasard, ils rencontrent un camarade de classe méchant de Wyatt qui refuse de les aider. Wyatt essaie de convaincre Hal Ipswich, le livreur, de lui donner le colis, mais il pense que Wyatt est un espion pour l'entreprise et refuse d'enfreindre les règles.
Wyatt achète un billet d'avion pour Memphis, mais son co-passager s'avère être un tueur en série, John Dwayne Beezly, qui le prend en otage. Wyatt s'échappe et rencontre Ivy sur la route. Craignant que s'il retournait à l'aéroport, le FBI l'interroge et qu'il n'arrive pas à temps à Memphis, il supplie Ivy de le conduire jusqu'au bout. Ils se produisent sur le camion de livraison Global Express dans une station-service. Wyatt fait irruption dans le camion et localise le colis, mais le camion démarre de manière inattendue. Ivy donne la chasse mais malgré leurs efforts, ils ne parviennent pas à récupérer le colis.
Lors de leur prochaine escale, Des Moines, les responsables de l'aéroport n'autorisent pas Wyatt à embarquer sur le vol de correspondance. Alors, ils décident de se rendre à Saint-Louis pour embarquer sur un autre vol de correspondance. En route vers Saint-Louis, ils ont une dispute qui conduit à un accident qui se termine par la chute de leur véhicule dans la rivière. Ils dînent dans un restaurant de cow-boys, puis essaient de s'enfuir sur le chèque, mais se font arrêter. Après avoir déposé une caution, ils sont libérés et se retrouvent à nouveau sur le camion de livraison à l'extérieur d'un restaurant. Pendant que Hal dîne, Wyatt décide de vider le réservoir d'essence du camion afin de le caler, mais un mégot de cigarette jeté négligemment met le feu au gaz et fait exploser le camion. Mais même cela n'arrête pas le livreur (qui est clairement dépassé maintenant) et il s'en va. Wyatt et Ivy volent alors la voiture d'un ivrogne et se rendent au campus de Kim.
Après avoir dit au revoir à Ivy, Wyatt poursuit Hal et l'arrête à temps. Mais après avoir rencontré Kim, Wyatt réalise soudain qu'il aime Ivy et non Kim. Après avoir rompu avec elle, il rencontre un autre gars qui porte le même genre de médaillon que Kim lui a donné il y a longtemps. Wyatt suppose à juste titre que le gars n'est autre que "The Ricker" et que Kim le trompait après tout. Il permet à Hal de livrer le colis et avoue son amour à Ivy, qui l'embrasse passionnément.

## Fiche technique
- Titre : Livraison Express
- Titre original : Overnight Delivery
- Réalisation : Jason Bloom (en)
- Musique : Andrew Gross
- Cinématographie : Edward J. Pei
- Pays d’origine :  États-Unis
- Sociétés de production : MPCA (en), Caravan Pictures
- Société de distribution : New Line Cinema
- Langue : Anglais
- Genre : Comédie romantique
- Durée : 87 minutes
- Budget : 10 millions de $[1]
- Date de sortie : 7 avril 1998

## Distribution
- Paul Rudd : Wyatt Trips
- Reese Witherspoon : Ivy Miller
- Christine Taylor : Kimberly Jasney
- Larry Drake : Hal Ipswich
- Sarah Silverman : Turran
- Stephen Yoakam (en) : le SWAT
- Tobin Bell : John Dwayne Beezly / Killer Beez
- Buff Sedlackek : Le professeur

## Production
En novembre 1993, Joe Roth a acheté le script de spécification de Marc Sedaka pour 125 000 $ contre 300 000 $ en battant une offre de Fox.
Le film a été écrit par Marc Sedaka et Steven Bloom. Kevin Smith a travaillé sur une première ébauche du scénario, dans ce qu'il a appelé une réécriture non créditée. Le film a été réalisé par Jason Bloom (en) ; c'était son deuxième film, son premier étant Bio-Dome. Les producteurs incluent Roger Birnbaum et Bradley Tenkel, et les sociétés de production sont MPCA (en) et Caravan Pictures. Le film a coûté 10 millions de dollars à produire et 10 millions de dollars supplémentaires ont été dépensés en publicité. Le film dure environ 87 minutes.
Joey Lauren Adams était considérée pour le rôle d'Ivy et allait sauter son rôle dans Chasing Amy, mais elle a perdu le rôle au profit de Reese Witherspoon.
Le film entier a été tourné dans les villes jumelles du Minnesota. Des scènes extérieures ont été filmées à Minneapolis et à Saint Paul. Le film comprenait des monuments tels que la discothèque Ground Zero, utilisée comme club de strip-tease, le centre de congrès de Minneapolis comme aéroport, le pont Stillwater Lift et l'Université Saint Thomas (en) comme l'Université de Memphis. L'Embassy Suites Bloomington West a été utilisé comme dortoir de l'Université de Memphis.

## Réception
Sur Rotten Tomatoes, le film a un taux d'approbation de 43 %, basé sur les critiques de 7 critiques, avec une moyenne de 4,90 sur 10.